# Peter Doherty (Musiker)

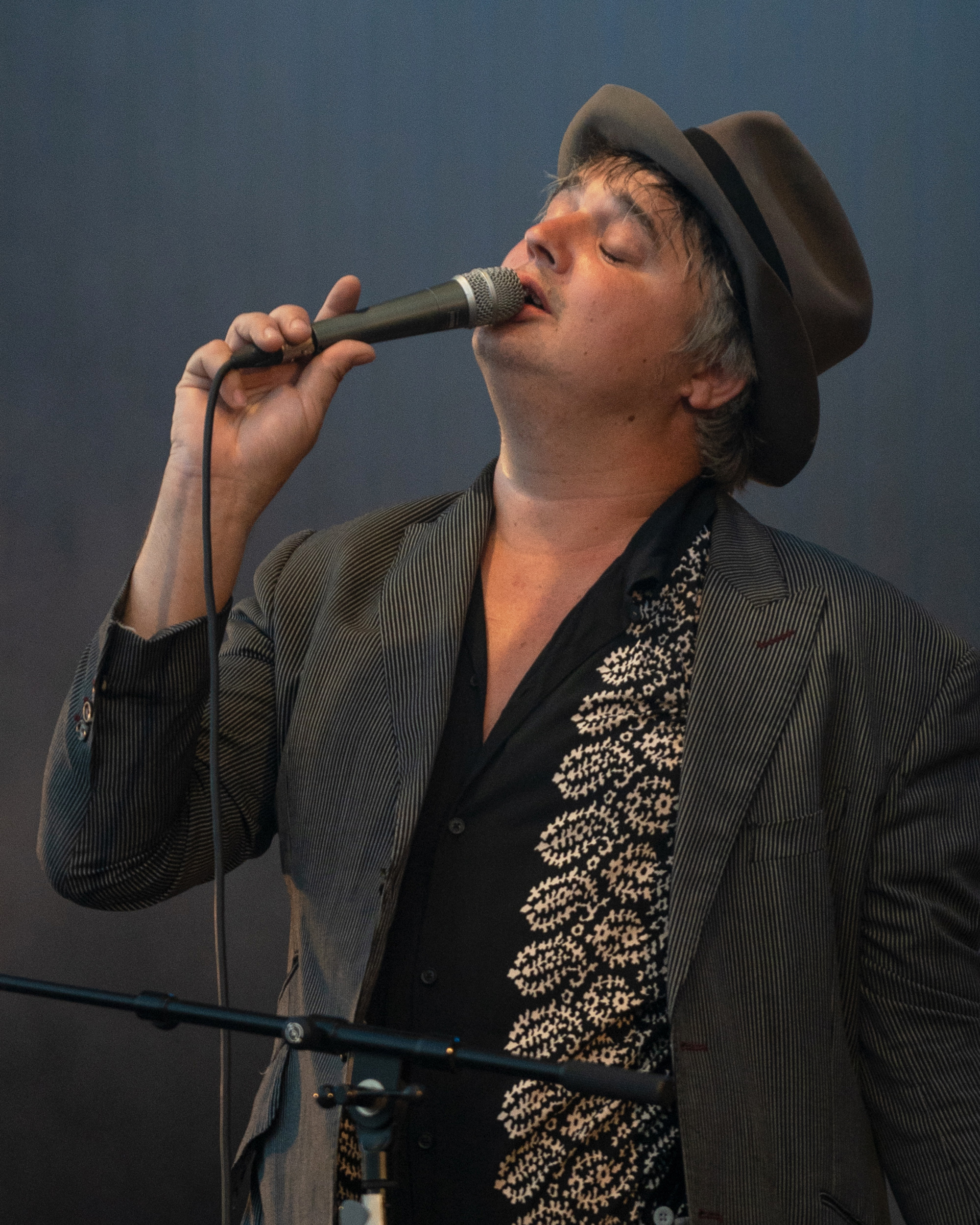
Peter Doherty (2022)

Peter „Pete“ Doherty (* 12. März 1979 in Hexham, England) ist ein britischer Rockmusiker. Er ist Frontmann der Indie-Rock-Bands Babyshambles und The Libertines.

## Leben

### Kindheit und Jugend
Peter Doherty, dessen Vater als Offizier beim britischen Militär diente, wuchs in London, Belfast, Liverpool, Krefeld und auf Zypern auf. Er hat eine jüngere und eine ältere Schwester.
Als 17-Jähriger gewann er einen Poesiewettbewerb des British Council und wurde als Kulturbotschafter nach Russland geschickt. Er studierte am Queen Mary College in London Englische Literatur, brach sein Studium jedoch bereits im ersten Jahr ab. Danach zog er mit Carl Barât, den er 1996 durch seine Schwester kennengelernt hatte, in eine Wohnung in den Norden Londons. Zwischen den beiden entwickelte sich eine tiefe Freundschaft, der sie in Musik, Lyrik und künstlerischen Darstellungen Ausdruck verliehen.

### Beziehungen und Kinder
Doherty hat seit 2003 einen Sohn mit seiner damaligen Freundin und Sängerin Lisa Moorish, die mit Liam Gallagher ebenfalls ein Kind hat. Dessen Vornamen ließ er sich auf den Hals tätowieren. Im Februar 2012 bestätigte Doherty, dass er auch eine gemeinsame Tochter mit dem südafrikanischen Model Lindi Hingston hat. 
Im September 2021 heiratete Doherty Katia de Vidas, die in seiner Begleitband spielt. Mit ihr lebt er in der Normandie, betreibt dort ein Atelier und hat Ausstellungen seiner Werke, u. a. in Berlin. Im Mai 2023 bekam das Paar eine Tochter.

### Suchtprobleme
Im Mai 2006 klagte die Staatsanwaltschaft Köln Doherty wegen Drogenkonsums auf öffentlicher Straße an. Im selben Jahr stand er auch in seiner Heimat vor Gericht und gestand fünf Fälle von Drogenbesitz. Er wurde auf Kaution entlassen mit der Auflage, jede Nacht in der Suchtklinik The Priory in London zu verbringen. Außerdem war es ihm verboten, bis zum Abschluss des Verfahrens das Land zu verlassen. Nach einem neuerlichen Absturz Mitte November 2006 wurde Doherty, Schlangenlinien fahrend, im Besitz von Crack, Ketamin und Cannabis festgenommen. Ihm drohte nun endgültig eine Gefängnisstrafe wegen wiederholten Verstoßes gegen Kautionsauflagen. Seine Deutschlandtournee wurde kurzfristig abgesagt.
Im Juli 2007 gab es Streit zwischen ihm und seiner Partnerin Kate Moss. Sie warf ihn aus der gemeinsamen Wohnung, weshalb Doherty laut Daily Mirror in dieser Zeit in einem Wohnwagen lebte. Moss zufolge ging es nicht um eine angebliche Affäre, sondern um Dohertys Selbstmordfantasien, die er ihr anvertraute, nachdem sie sein Testament entdeckt hatte. Am 7. August 2007 bekam Doherty vor Gericht eine letzte Gnadenfrist bis zum 4. September 2007; er müsste seine Entschlossenheit zeigen, gegen seine Drogensucht ankämpfen zu wollen, ansonsten drohe ihm eine Haftstrafe wegen wiederholten Drogenbesitzes. Am 21. August wurde er abermals wegen des Verdachts auf Drogenbesitz festgenommen, die Polizisten mussten ihn aber am folgenden Tag wegen eines Formfehlers wieder entlassen. Ab Ende August befand er sich in der Klinik Cloud’s House im südenglischen Salisbury zur Behandlung seiner polytoxen Drogensucht und erfüllte damit die Auflage vom 7. August 2007. Nach dem sechswöchigen Aufenthalt in der Entzugsklinik schien Doherty tatsächlich „clean“ zu sein und kommunizierte über die Medien, dass er zwar nichts versprechen könne, jedoch durchaus versuchen wolle, nun keine Drogen mehr zu konsumieren. Die englische Zeitschrift The Sun fand jedoch Videos von Doherty (die angeblich vom 2. November 2007 seien), in denen er sich wieder Heroin spritzte. Doherty ließ sich erneut einweisen – sein Sprecher entschuldigte sich im Namen Dohertys für diese „dumme, dumme Aktion“.
Im April und Mai 2008 verbüßte Doherty schließlich 29 Tage einer eigentlich 14-wöchigen Haftstrafe wegen unerlaubten Drogenbesitzes.
Im November 2009 sorgte Doherty während eines vom Bayerischen Rundfunk veranstalteten Konzerts für einen Eklat: Er sang – vermutlich alkoholisiert – die erste Strophe des Deutschlandliedes und wurde dafür vom Publikum ausgebuht. Da sich das empörte Publikum nicht beruhigte, wurden das Konzert und die Live-Übertragung im Radio kurze Zeit später abgebrochen.
In der Nacht zum Faschingsdienstag, dem 8. März 2011, unternahm Doherty zusammen mit August Diehl und einem Unbekannten eine Kneipentour in Regensburg, wo er sich für Dreharbeiten zum Film Confession aufhielt. Dabei schlug eine oder mehrere der drei Personen das Schaufenster eines Schallplatten- und CD-Geschäftes in der Altstadt ein und stahl aus der Dekoration eine Gitarre und eine Schallplatte. Doherty berief sich auf Erinnerungslücken, weil er sehr betrunken gewesen sei, und gab später in einem Interview seine Beteiligung am Einbruch zu, leugnete jedoch, der Dieb gewesen zu sein („Ich war dabei, aber ich war es nicht.“). Ging die Polizei anfangs noch von einem Einbruchdiebstahl aus, sei man in der Zwischenzeit zu dem Schluss gekommen, dass die Beteiligten zum Tatzeitpunkt berauscht und schuldunfähig gewesen seien. Die Staatsanwaltschaft Regensburg beantragte gegen Doherty und Diehl einen Strafbefehl wegen „fahrlässigen Vollrausches“.
Eigenen Angaben zufolge lebt er (Stand 2022) seit mehreren Jahren frei von harten Drogen. Seine Frau habe ihm das Leben gerettet.

## Karriere

### The Libertines (1997–2004)
Doherty und Barât gründeten in den späten 1990er-Jahren die Band The Libertines, aus der zwei von der Kritik hochgelobte Alben hervorgingen: Up the Bracket und The Libertines. Ersteres wird von schnellen und schroffen Gitarrensounds geprägt, gekoppelt mit einprägsamen Melodien und patriotischen Textpassagen. Das zweite Werk ist charakterisiert durch lyrische Songs, die die Tragik und Dramatik des Zusammenbruchs der von Drogen erschütterten Beziehung reflektiert – „Cornered the boy kicked out at the world – The world kicked back, a lot fucking harder now“. Das Ende dieser sehr produktiven Periode war der Einbruch von Doherty in die Wohnung von Barât, wo er dessen Laptop und Musikinstrumente entwendete und sie für Drogen versetzte.
Bekannt wurde die Band mit ihren ersten Veröffentlichungen 2002. Dohertys Drogenprobleme und interne Unstimmigkeiten führten zwei Jahre später zu seinem Ausschluss aus der Band.
Anfang 2004, noch vor seinem Bruch mit The Libertines, arbeitete Doherty mit dem britischen Dichter Wolfman zusammen. Zusammen nahmen sie die Single For Lovers auf, die noch im April des Jahres in die britischen Top 10 aufstieg. Trotz einer Nominierung für den Ivor Novello Award verdiente Doherty mit dem Lied kaum etwas, da man die Veröffentlichungsrechte bereits für eine relativ geringe Summe verkauft hatte.

### Babyshambles, Soloalben und Libertines-Reunion (ab 2004)
Doherty gründete die Babyshambles noch kurz vor seinem Ausscheiden bei den Libertines. Die Babyshambles wollte er eigentlich auch Libertines nennen, doch dies war aus rechtlichen Gründen nicht möglich. Ihr erstes Album Down in Albion erschien im November 2005, ihre dritte Single Fuck Forever erreichte Platz drei der britischen Single-Hitparade. 
Die Touren der Band wurden regelmäßig durch Dohertys Konflikte mit dem Gesetz unterbrochen, wie zum Beispiel in Gestalt eines Angriffs auf Max Carlish, der eine Dokumentation über die Babyshambles drehen wollte. Doherty verbrachte vier Tage im Gefängnis von Pentonville, bis die 159.000 Pfund Kaution aufgebracht werden konnten. Zwei Drittel des Geldes kamen von seinem Manager, der Rest von EMI.
Alleine und oft auch mit den Babyshambles führte Doherty die schon von den Libertines bekannte Tradition weiter, kurz zuvor bekanntgegebene Konzerte, so genannte „Guerilla Gigs“, in eher kleinen und privateren Lokalitäten zu veranstalten, wie zum Beispiel an Silvester 2005 in seiner Londoner Wohnung, oder Ende März 2006 (zusammen mit General Santana) im NonStop-Kino (Veranstaltungsort und Pornokino) beim Grazer Hauptbahnhof in Österreich. Bei diesen Gelegenheiten stellte er einige Solo-Werke unter dem Titel Pete Doherty’s Solo Album vor. 
Die für beide Auftritte im NonStop-Kino angekündigte Präsentation des auf Anregung der mit Doherty befreundeten Besitzerin des Kinos, Bettina Aichbauer, entstandenen Films Spew It Out Your Soul (Doherty, Mick Jones) unterblieb jedoch. Am Tag nach den Konzerten in Graz trat Doherty im Wiener Club Flex auf, wo sich ihm Adam Green anschloss.

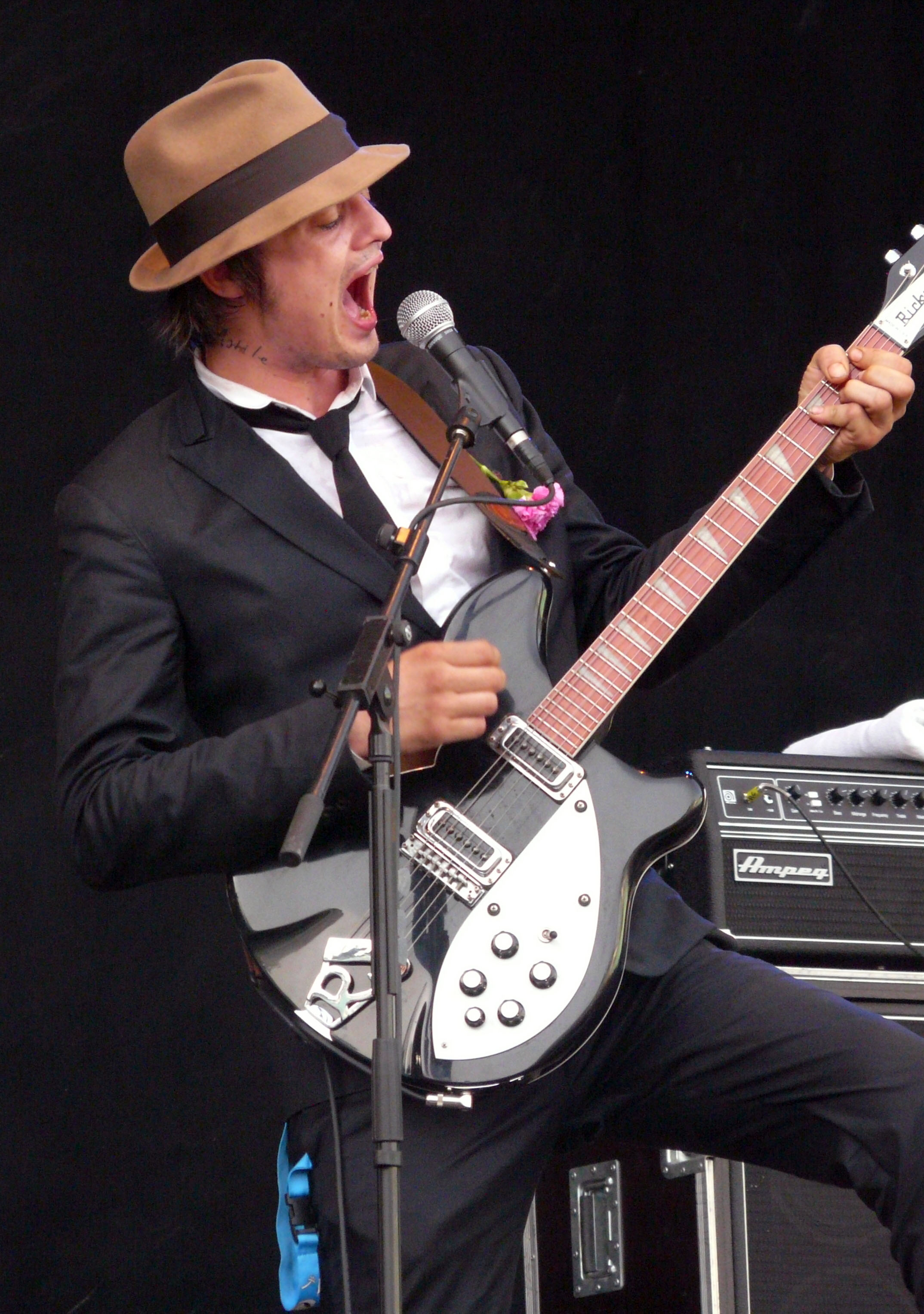
Peter Doherty (2008)

Am 1. Oktober 2007 erschien Shotter’s Nation, das zweite Album der Babyshambles. Die erste Single Delivery erschien bereits am 17. September, das dazugehörige Video wurde schon am 17. August erstmals ausgestrahlt. Am 13. März 2009 erschien sein Soloalbum Grace/Wastelands, das unter seinem Geburtsnamen Peter Doherty veröffentlicht wurde.

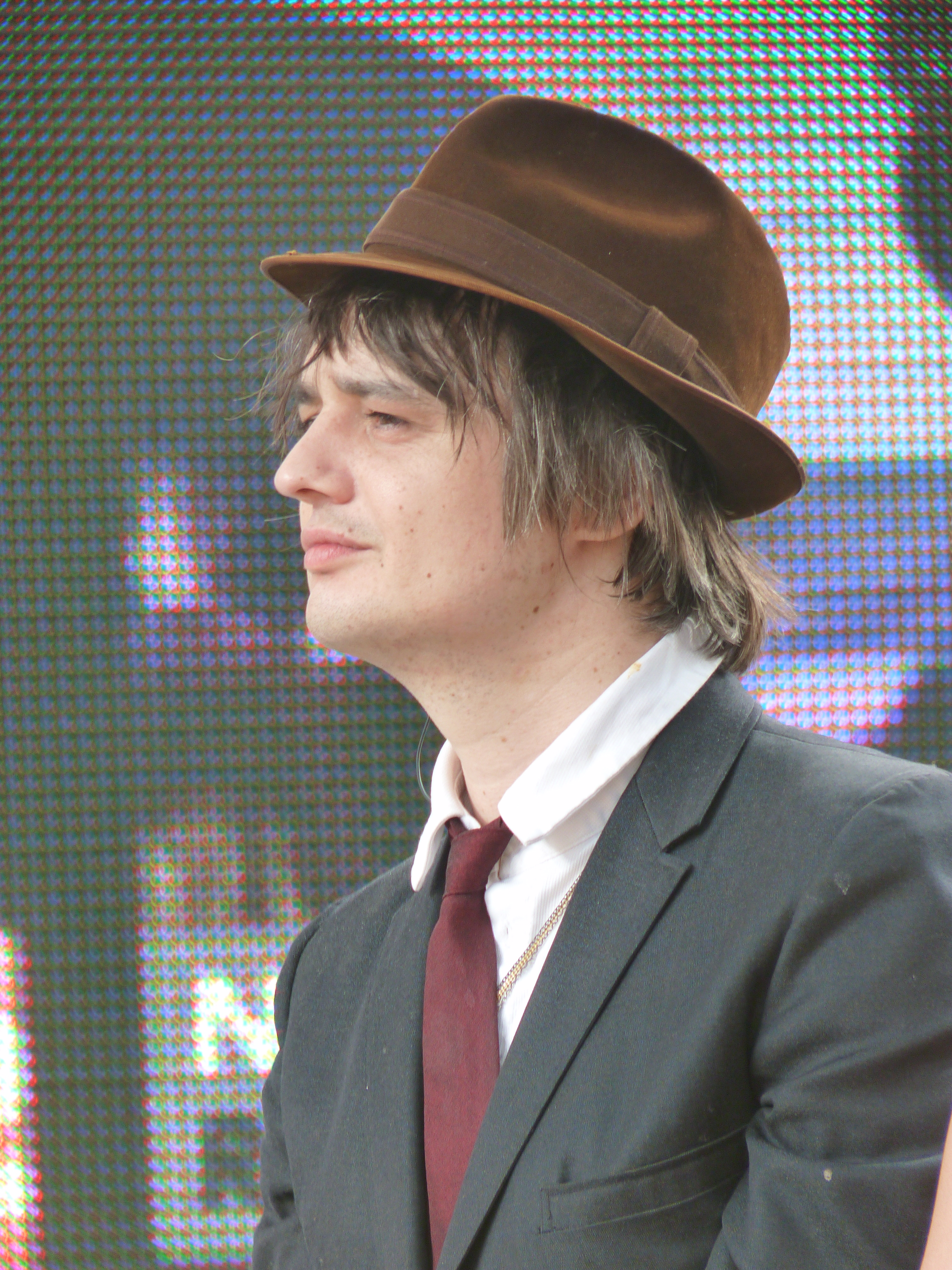
Peter Doherty (2012)

Im August 2010 feierte Doherty eine Reunion mit seiner langjährigen Band The Libertines und stellte am 1. Dezember seine Schmuckkollektion Albion Trinketry vor, die in Zusammenarbeit mit der ehemaligen Cartier-Designerin Hannah Martin entstand. Im September 2013 erschien Sequel to the Prequel, das dritte Album der Babyshambles.
Doherty zog 2014 nach Hamburg, wo ihm der Produzent Johann Scheerer in seinem Clouds-Hill-Studio in Rothenburgsort die dortige Künstlerwohnung zur Verfügung stellte. Doherty produzierte dort Demos, die Scheerer später mit einigen Musikern fertigstellte und die 2016 unter dem Namen Hamburg Demonstrations als Album erschienen.
Nachdem Doherty eine Entzugsklinik in Chon Buri besucht hatte, nahm er mit The Libertines deren drittes Album in den thailändischen Karma Sound Studios auf. Die Songtexte stammen von ihm und Barât. Das Album erschien im September 2015 unter dem Titel Anthems For Doomed Youth bei EMI. Am 16. April 2016 veröffentlichte Doherty zum Record Store Day 2016 auf dem Label Clouds Hill den – wieder von Scheerer produzierten – Song The Whole World Is Our Playground auf einer limitierten 12″-Vinyl-Split-Single mit dem englischen Musiker James Johnston.
In seiner Wahlheimat, der Normandie, nahm er mit dem französischen Musiker Frédéric Lo das Album The Fantasy Life of Poetry & Crime auf, das 2022 erschien und bei den Kritikern sehr gut ankam. Doherty steuerte die Texte und den Gesang bei.

## Diskografie

### Studioalben
| Jahr | Titel                              | Höchstplatzierung, Gesamtwochen, AuszeichnungChartplatzierungen (Jahr, Titel, Platzierungen, Wochen, Auszeichnungen, Anmerkungen) | Höchstplatzierung, Gesamtwochen, AuszeichnungChartplatzierungen (Jahr, Titel, Platzierungen, Wochen, Auszeichnungen, Anmerkungen) | Höchstplatzierung, Gesamtwochen, AuszeichnungChartplatzierungen (Jahr, Titel, Platzierungen, Wochen, Auszeichnungen, Anmerkungen) | Höchstplatzierung, Gesamtwochen, AuszeichnungChartplatzierungen (Jahr, Titel, Platzierungen, Wochen, Auszeichnungen, Anmerkungen) | Anmerkungen                                              |
| Jahr | Titel                              | DE | AT | CH | UK | Anmerkungen                                              |
| ---- | ---------------------------------- | --- | --- | --- | --- | -------------------------------------------------------- |
| 2009 | Grace/Wastelands                   | DE20 (5 Wo.)DE | AT11 (6 Wo.)AT | CH10 (11 Wo.)CH | UK17 (4 Wo.)UK | Erstveröffentlichung: 16. März 2009                      |
| 2016 | Hamburg Demonstrations             | DE68 (1 Wo.)DE | AT67 (1 Wo.)AT | CH48 (1 Wo.)CH | UK61 (1 Wo.)UK | Erstveröffentlichung: 2. Dezember 2016                   |
| 2019 | Peter Doherty & the Puta Madres    | DE36 (1 Wo.)DE | AT48 (1 Wo.)AT | CH37 (1 Wo.)CH | UK25 (1 Wo.)UK | Erstveröffentlichung: 26. April 2019 mit the Puta Madres |
| 2022 | The Fantasy Life of Poetry & Crime | DE16 (1 Wo.)DE | AT66 (1 Wo.)AT | CH20 (1 Wo.)CH | UK52 (1 Wo.)UK | Erstveröffentlichung: 18. März 2022 mit Frédéric Lo      |
| 2025 | Felt Better Alive                  | DE16 (1 Wo.)DE | AT34 (1 Wo.)AT | CH91 (1 Wo.)CH | UK7 (1 Wo.)UK | Erstveröffentlichung: 16. Mai 2025                       |

### Singles als Leadmusiker
| Jahr | Titel Album                                | Höchstplatzierung, Gesamtwochen, AuszeichnungChartplatzierungen (Jahr, Titel, Album, Platzierungen, Wochen, Auszeichnungen, Anmerkungen) | Höchstplatzierung, Gesamtwochen, AuszeichnungChartplatzierungen (Jahr, Titel, Album, Platzierungen, Wochen, Auszeichnungen, Anmerkungen) | Höchstplatzierung, Gesamtwochen, AuszeichnungChartplatzierungen (Jahr, Titel, Album, Platzierungen, Wochen, Auszeichnungen, Anmerkungen) | Anmerkungen                        |
| Jahr | Titel Album                                | AT | CH | UK | Anmerkungen                        |
| ---- | ------------------------------------------ | --- | --- | --- | ---------------------------------- |
| 2009 | Last of the English Roses Grace/Wastelands | AT68 (2 Wo.)AT | CH93 (1 Wo.)CH | UK67 (1 Wo.)UK | Erstveröffentlichung: 9. März 2009 |

Weitere Singles
- 2009: Broken Love Song
- 2015: Flags of the Old Regime
- 2016: I Don’t Love Anyone (But You’re Not Just Anyone)
- 2016: The Whole World Is Our Playground

### Singles als Gastmusiker
| Jahr | Titel Album                                         | Höchstplatzierung, Gesamtwochen, AuszeichnungChartsChartplatzierungen (Jahr, Titel, Album, Platzierungen, Wochen, Auszeichnungen, Anmerkungen) | Anmerkungen                                                             |
| Jahr | Titel Album                                         | UK | Anmerkungen                                                             |
| ---- | --------------------------------------------------- | --- | ----------------------------------------------------------------------- |
| 2004 | For Lovers –                                        | UK7 (6 Wo.)UK | Erstveröffentlichung: 12. April 2004 Wolfman feat. Pete Doherty         |
| 2005 | Their Way –                                         | UK22 (3 Wo.)UK | Erstveröffentlichung: 17. Oktober 2005 Littl’ans feat. Pete Doherty     |
| 2006 | Prangin’ Out The Hardest Way to Make an Easy Living | UK25 (5 Wo.)UK | Erstveröffentlichung: 25. September 2006 The Streets feat. Pete Doherty |

Weitere Gastbeiträge
- 2004: Down to the Underground (Client feat. Pete Doherty)
- 2005: Children of the Revolution (Elton John feat. Pete Doherty)
- 2020: Uncle Brian’s Abattoir (Trampolene feat. Pete Doherty)

## Gitarren
- Epiphone Coronet
- Gibson ES-125
- Epiphone Casino
- Rickenbacker 360
- Gibson ES-345
- Fender Telecaster
- Peavey JD-AG2
- Yamaha APX-700 II

## Einflüsse
In Interviews zählte Doherty 1984 von George Orwell, Brighton Rock von Graham Greene, Notre-Dame des fleurs von Jean Genet und Les Fleurs du Mal von Charles Baudelaire sowie die Werke von Oscar Wilde als von ihm gerne gelesene Bücher auf. Ebenso erwähnte er Emily Dickinson und Tony Hancock. Zu seinen Lieblingsfilmen gehören britische Filme wie Geliebter Spinner (1963), Poor Cow – Geküßt und geschlagen (1967) und O Lucky Man! (1973).
Als musikalische Einflüsse gibt er Lee Mavers von The La’s und The Only Ones an, außerdem schätze er The Smiths und The Clash. Zusammen mit Barât soll Doherty eine Vorliebe für die Cockney-Musiker Chas & Dave entwickelt haben.

## Sonstiges
Doherty ist Fan des Londoner Fußballklubs Queens Park Rangers, für den er in seiner Jugend ein Fanmagazin schrieb und zeitweise Vorstandsmitglied war. Als deutschen Lieblingsclub gibt er Bayer Uerdingen (heute KFC Uerdingen 05) an, was auch mit seinem langjährigen Aufenthalt in Krefeld zusammenhängt. Seit Mitte September 2015 ist Doherty Mitglied des Vereines.
Amy Macdonald befasst sich in ihrem Song Poison Prince mit Dohertys Drogensucht. Die Band Razorlight widmete ihm 2004 auf dem Album Up All Night das Lied Don’t Go Back to Dalston.

## Auszeichnungen
- 2004: NME-Shockwaves-Award
- 2006: NME-Shockwaves-Award
- 2008: NME-Shockwaves-Award
- 2009: „Best Solo Artist“ bei den NME-Shockwaves-Awards